# Balogh Edina (színművész)
Som-Balogh Edina (Budapest, 1984. július 14. –) magyar színésznő, műsorvezető, volt szépségkirálynő, alkalmi modell, festőművész. 

## Élete és pályafutása
2003-ban megnyerte a Miss Hungary szépségversenyt. 2005-ben beválasztották az RTL Klub Barátok közt című népszerű szappanoperájába, ahol 2013-ig Nádor Kingát alakította. A színészet mellett események házigazdájaként, műsorvezetőként tevékenykedik, szabadidejében festészettel is foglalkozik. Első önálló kiállítását 2022 áprilisában Budapesten, az Aranybástya étterem galériájában rendezték meg.

## Magánélete
2012 májusában férjhez ment Som Krisztián producerhez, aki a Barátok közt zenei producere is volt. 2013. április 30-án megszületett első gyermekük, Noel. 2017. március 10-én pedig megszületett a második gyermekük, Lilien. 2023 végén elváltak Som Krisztiánnal. Jelenleg Szabó Simonnal él együtt.

## Film- és sorozatszerepei
- Pokoli rokonok (2025)
- Barátok közt (2005–2013, epizódszerepek: 2014, 2015, 2016, 2018, 2021)
- Dealer (2004)

## Televíziós szerepek
- Ébredj velünk (2021)
- Vigyázat, gyerekkel vagyok!, TV2 (2023)
- Ütős Ötös, TV2 (2023)
- Farm VIP, TV2 (2023)
- Kalandra fal!, RTL (2024)
- Nyerő páros, RTL (2024)
- Troll a konyhában, Viasat 3 (2025)
- Sztárbox, RTL (2025)

## Díjai, elismerései
- Zenthe-díj (2008) – A legcsinosabb színésznő kategóriában[4]

## Egyéni kiállításai
- Aranybástya étterem és galéria (Budapest, 2022)[2]